# Shibukawa
Shibukawa (japanisch 渋川市, -shi) ist eine Stadt in der Präfektur Gunma auf Honshū, der Hauptinsel von Japan.

## Geographie
Shibukawa liegt nördlich von Maebashi und Takasaki und südlich von Numata nahe dem Zusammenfluss von Tonegawa und Agatsumagawa.

## Geschichte
Shibukawa entwickelte sich in der Edo-Zeit als Marktplatz und als Poststation an der Überlandstraße Mikuni Kaidō. Heute sind verschiedene Industriezweige ansässig. 
Shibukawa entstand 2006 aus dem Zusammenschluss des Machi Ikaho, der Mura Komochi und Onogami im Kitagunma-gun, sowie den Mura Akagi und Kitatachibana im Seta-gun.

## Sehenswürdigkeiten
- Ikaho-Onsen (Heiße Quelle)
- Haruna-Berg
- Haruna-See
- Mizusawa-dera

## Verkehr
Shibukawa ist über die Kan’etsu-Autobahn und die Nationalstraße 17 nach Tokio oder Niigata erreichbar, ebenso über die Nationalstraße 353. Der Bahnhof Shibukawa der Gesellschaft JR East liegt an der Jōetsu-Linie nach Niigata oder Takasaki, außerdem zweigt dort die Agatsuma-Linie nach Tsumagoi ab.

## Angrenzende Städte und Gemeinden
- Maebashi
- Numata
- Takasaki
- Shintō

## Söhne und Töchter der Stadt
- Nobuatsu Aoki (* 1971), Motorradrennfahrer
- Takuma Aoki (* 1974), Motorradrennfahrer
- Haruchika Aoki (* 1976), Motorradrennfahrer
- Kiyohiko Shibukawa (* 1974), Schauspieler

## Weblinks

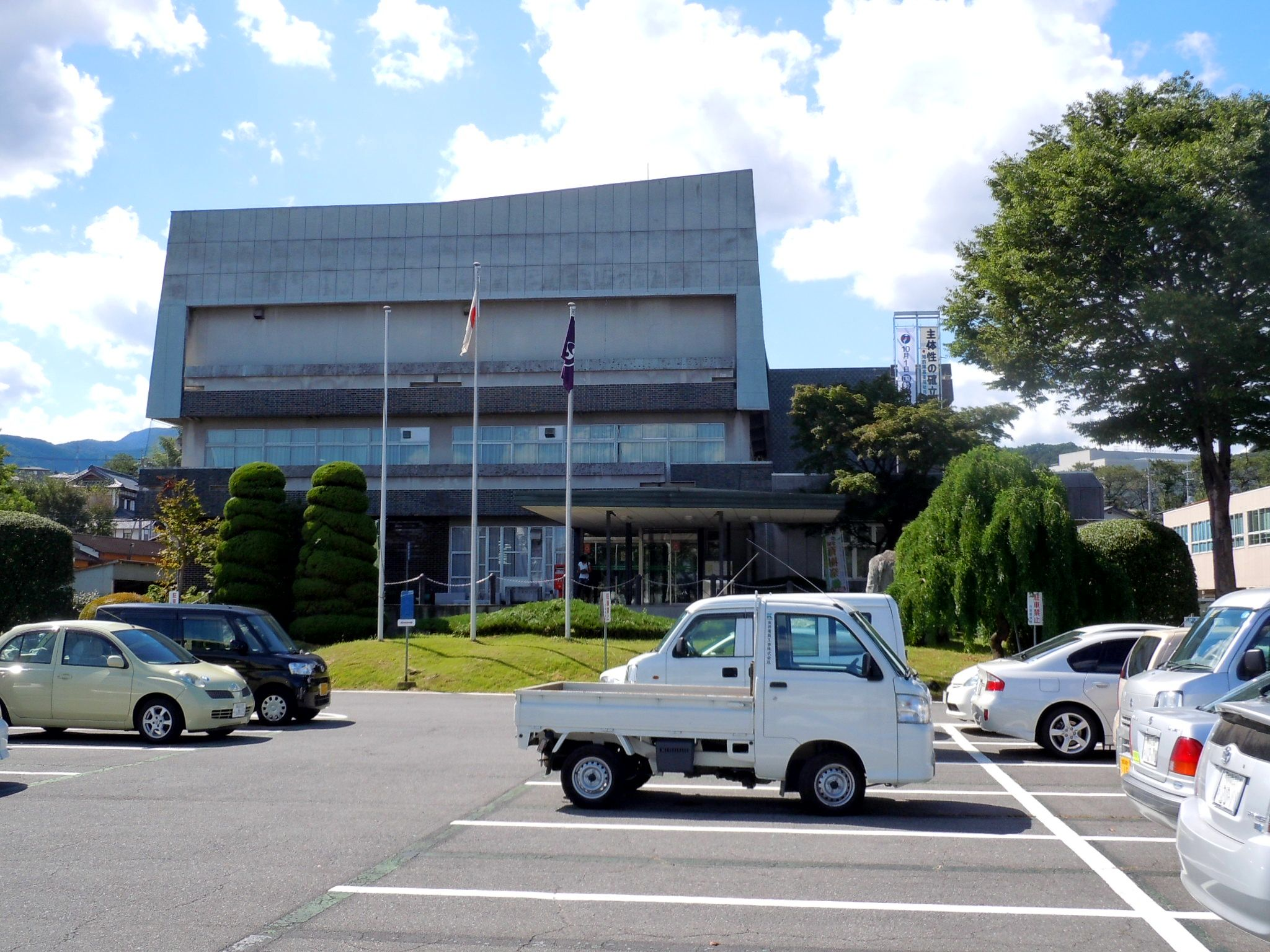
Rathaus von Shibukawa